# Дейв Татарин
Дейв Татарин (англ. Dave Tataryn, нар. 17 липня 1950, Садбері) — канадський хокеїст, що грав на позиції воротаря.

## Ігрова кар'єра
Професійну хокейну кар'єру розпочав 1968 року.
Протягом професійної клубної ігрової кар'єри, що тривала 17 років, захищав кольори команд Онтарійської хокейної ліги «Нью-Йорк Рейнджерс» та «Торонто Торос».

## Статистика ВХА та НХЛ
| 1975–76 | «Торонто Торос»      | ВХА | 23 | 7 | 12 | 1 | 1261 | 100 | 0 | 4.76 |
| 1976–77 | «Нью-Йорк Рейнджерс» | НХЛ | 2  | 1 | 1  | 0 | 80   | 10  | 0 | 7.50 |